# Ladce
Ladce (slowakisch bis 1927 „Ľadce“; ungarisch Lédec) ist ein Ort und eine Gemeinde im Okres Ilava des Trenčiansky kraj im Nordwesten der Slowakei. Am 31. Dezember 2024 waren in der Gemeinde 2462 Einwohner zu verzeichnen.

## Geographie
Die Gemeinde liegt im Považské podolie (Waagtal-Gebiet) an der linksufrigen Seite der Waag, der hier noch hinter einem Kanal liegt. Durch den Ort fließt der Bach Lúčkovský potok. Südöstlich der Gemeinde erhebt sich das Gebirge Strážovské vrchy. Ladce ist sechs Kilometer von Ilava und 12 Kilometer von Púchov entfernt.
Zur Gemeinde gehört auch der Gemeindeteil Tunežice (1976 eingemeindet), der südwestlich des Hauptortes liegt. Weitere inoffizielle Teile heißen Horné Ladce, Podkalište und Podlavičky.

## Geschichte
Auf dem heutigen Gemeindegebiet sind mehrere Funde der Lausitzer Kultur nachgewiesen. Der Ort Ladce wurde zum ersten Mal 1469 als Ledecz schriftlich erwähnt, während beim Gemeindeteil Tunežice dies schon 1397 geschah. Bis zum Ende des 19. Jahrhunderts war die Gemeinde überwiegend landwirtschaftlich geprägt. 1889 wurde ein Zementwerk eröffnet, das vom Wiener Großgutbesitzer Adolf Schenk gegründet wurde. Bis heute ist dieses Unternehmen aktiv. In den 1930er Jahren wurde das erste Kraftwerk an der Waag, das zugleich auch das erste größere Wasserkraftwerk der Slowakei ist, errichtet.

## Bevölkerung
| Jahr                | 1994 | 2004    | 2014    | 2024    |
| ------------------- | ---- | ------- | ------- | ------- |
| Anzahl der Personen | 2605 | 2561    | 2648    | 2462    |
| Unterschied         |      | −1,68 % | +3,39 % | −7,02 % |

| Jahr                | 2023 | 2024    |
| ------------------- | ---- | ------- |
| Anzahl der Personen | 2482 | 2462    |
| Unterschied         |      | −0,80 % |